# Géraldine Doignon
Géraldine Doignon est une réalisatrice et scénariste belge.

## Biographie
Géraldine Doignon est une cinéaste bruxelloise.

## Filmographie

### Comme réalisatrice et scénariste
- 2003 : Trop jeune (court-métrage)
- 2006 : Comme personne (court-métrage)
- 2011 : De leur vivant
- 2012 : Le Syndrome du cornichon (court-métrage)
- 2016 : Un homme à la mer

## Récompenses et distinctions

### Nominations
- 2011 : De leur vivant :
  - Festival des films du monde de Montréal : Golden Zenith
  - Festival international du film de São Paulo : International Jury Award  Best Feature Film